# Dmytro Razumkow
Dmytro Ołeksandrowycz Razumkow, ukr. Дмитро Олександрович Разумков (ur. 8 października 1983 w Berdyczowie) – ukraiński polityk, w 2019 przewodniczący partii Sługa Ludu, poseł do Rady Najwyższej, a w latach 2019–2021 jej przewodniczący.

## Życiorys
Syn aktorki Natalii Kudrii oraz Ołeksandra Razumkowa, komunistycznego polityka, później doradcy Łeonida Kuczmy. Ukończył stosunki międzynarodowe na Kijowskim Uniwersytecie Narodowym im. Tarasa Szewczenki. Został też absolwentem Narodowego Uniwersytetu Państwowej Służby Podatkowej Ukrainy. Pracował w doradztwie politycznym i przy kampaniach wyborczych, został dyrektorem zarządzającym przedsiębiorstwa konsultingowego. W latach 2006–2010 był członkiem Partii Regionów, później do 2014 był bliskim współpracownikiem Serhija Tihipki. Pracował także jako doradca przewodniczącego Kirowohradzkiej Obwodowej Administracji Państwowej.
W 2019 został jednym z najbliższych współpracowników Wołodymyra Zełenskiego w trakcie jego zwycięskiej kampanii prezydenckiej. Pełnił funkcję rzecznika prasowego sztabu wyborczego. W maju 2019 zastąpił Iwana Bakanowa na funkcji przewodniczącego prezydenckiej partii Sługa Ludu. W wyborach parlamentarnych z lipca tegoż roku jako lider jej listy wyborczej uzyskał mandat posła do Rady Najwyższej IX kadencji. 29 sierpnia 2019 zastąpił Andrija Parubija na funkcji przewodniczącego ukraińskiego parlamentu. Partią kierował do listopada tegoż roku, gdy kierownictwo w niej objął Ołeksandr Kornijenko.
W październiku 2021, po utracie poparcia ze strony prezydenta, został odwołany z funkcji przewodniczącego Rady Najwyższej. W następnym miesiącu ogłosił powołanie ugrupowania Rozumna Polityka, które wsparło ponad 20 deputowanych.